# Al Araf
Al Araf je zbirka novel, ki jo je leta 1935 napisal slovenski pisatelj Vladimir Bartol. Podnaslovil jo je kot zbirka literarnih sestavkov, saj se ni znal opredeliti, ali gre resnično za novele. Velja za izhodiščno snov za poznejši Bartolov roman Alamut. 

## O delu
Vladimir Bartol je po nekaterih podatkih simpatiziral s primorsko organizacijo TIGR in po mnenju svojega sodobnika, kritika Line Legiše, prek alegorij iz islamskega sveta podobno kot v romanu Alamut opisoval dilemo, ki jo povzema tudi Miran Hladnik: »Dobroti verjame svet samo tedaj, kadar ta izhaja iz moči; kadar pa se dičijo z njo šibki, ji ne verjame nihče (...) Če hoče narod postati zgodovinski subjekt, se je treba odpovedati veri staršev. Slovenci bi hoteli biti oboje naenkrat: uspešen zgodovinski subjekt in zgled moralne pravičnosti, kar pa ne gre skupaj. Bartol je velik del svoje pisateljske dejavnosti namenil prepričevanju, da se je treba odločiti za eno, to pa je, da Slovenci končno vzamejo svojo usodo v svoje roke.«

## Zgradba
Zbirko sestavljajo štirje sklopi; Človek proti usodi, Demon in Eros, Zgodbe okrog doktorja Juga in doktorja Krassowitza, Lirični Intermezzo.
Človek proti usodi
- Sistem Ivana Groznega
- Gentlemanovo rojstvo
- Ljubezen Sergeja Mihajloviča
- Pogovor o poslednji karti
- Nesrečni ljubimec
- Sonata na pepelnično sredo

Demon in eros
- Posebnost satirika Hmeljakova
- Samo kratek račun
- Črni vrag
- Izpoved doktorja Forcesina

Zgodbe okrog doktorja Juga in doktorja Krassowitza
- Zadnji večer
- Zapeljivec pred steno
- Na razpotju
- Al Araf

Lirični intermezzo
- Dežela žalosti
- Čudno znamenje
- Deklica s košaro
- Čuden obisk
- Duh vojne
- Brezno
- Usoda proti človeku
- Lutke
- Kantata o zagonetnem vozlu
- Neznani činitelj
- Zadnji poizkus
- Služba, ljubezen in TBC
- Zadnje gibalo